# Banjšice
Banjšice (in italiano in passato Bainsizza Santo Spirito, Santo Spirito della Bainsizza o Santo Spirito della Bansizza, in sloveno in passato anche Sv. Duh na Banjščici, in tedesco Bainsizza Heiligengeist, desueto; in friulano Bansize) è un insediamento (naselje) sparso della Slovenia, frazione del comune di Nova Gorica.
La località è situata sull'altopiano della Bainsizza (Banjška planota), a 20,4 km a nord del capoluogo comunale e a 18,9 km dal confine italiano ed è costituita dagli agglomerati di Breg, Lohke, Ošlakarji, Lužarji, Mrcinje, Trušnje, Podlešče, Raven, Kuščarji e Krvavec.
È sede di una delle 19 comunità locali in cui è suddiviso il comune di Nova Gorica.
La chiesa parrocchiale del 1825 è dedicata allo Spirito Santo (Sv. Duh) e appartiene alla diocesi di Capodistria.

## Storia
Dopo la caduta dell'Impero romano d'Occidente, e la parentesi del Regno ostrogoto, i Longobardi si insediarono nel suo territorio (come nel resto della Carniola), seguiti poi attorno al VI secolo da popolazioni slave. Alla caduta del Regno longobardo subentrarono quindi i Franchi; nell'887 Arnolfo, Re dei Franchi orientali, istituì la marca di Carniola; nel 957 la Carniola passò sotto l'autorità del Duca di Baviera e poi nel 976 nel Ducato di Carinzia appena costituito dall'imperatore Ottone II.

In seguito il Ducato di Carinzia passò, come ricompensa per i servigi resi all'imperatore Rodolfo I contro Ottocaro II di Boemia, a Mainardo II di Tirolo-Gorizia; il suo territorio entrò quindi nella Contea di Gorizia e in seguito della Contea di Gorizia e Gradisca e poi nel 1500 passò alla Casa d’Asburgo.

Con il trattato di Schönbrunn (1809) entrò a far parte delle Province Illiriche.

Col Congresso di Vienna nel 1815 rientrò in mano austriaca divenendo comune autonomo.

Durante la prima guerra mondiale fu teatro della Undicesima battaglia dell'Isonzo, detta anche Battaglia della Bainsizza.

Dopo la prima guerra mondiale entrò a far parte del Regno d'Italia nella Provincia del Friuli come comune autonomo. Esso comprendeva le frazioni di Cravavec/Chervave (Krvavec), Podleschie (Podlešče), Lacca/Locca (Lohka) e Trùsnia (Trušnje).

Nel 1927 passò alla neocostituita Provincia di Gorizia. l'anno successivo il comune cessò di esistere e venne assorbito da quello di Gargaro; passò poi alla Jugoslavia e quindi alla Slovenia.

## Alture principali
Debeli grič, 764 m; Berbirk, 859 m; Smrdikovec, 899 m; Kuk, 788m; Sleme, 801 m; Kamerač, 768 m.

## Corsi d'acqua
torrente Avšček.